# Halo 5: Guardians
『Halo 5: Guardians』（ヘイローファイブ:ガーディアンズ）は、マイクロソフトより発売されたXbox One用のFPSゲームソフトである。本作の開発は『Halo 4』と同様に343 Industriesが手がける。Haloシリーズの新作としては、初のXbox One対応作品である。後にGreatest Hitsとして廉価版も発売された。2016年9月9日から、Windows 10 PC向けにマップエディタ"Forge"とカスタムゲーム専用版の『Halo 5: Forge』がMicrosoft Storeにて配信されている。（詳細は#Halo 5: Forgeを参照）

## 概要
本作はHaloシリーズ本編の5作目であり、「リクレイマー・サーガ」の2作目となる。キャンペーンの探索可能な範囲やボリュームは前作「Halo 4」の2倍のボリュームとなっている。本作は消息を絶った主人公マスターチーフ率いる"ブルーチーム"と、彼を追跡するもう一人の主人公スパルタン・ロック率いる"ファイアチーム　オシリス"の二つのチームの視点から描かれ、『Halo 2』を彷彿とさせるものになっている。プレイヤーはマスター・チーフもしくはスパルタン・ロックとなり、4人1組の小隊を率いてゲームを進める。(他の3人の隊員はAIが担当するか、最大4人のオンライン協力プレイが可能である)。
また、本作のマルチプレイヤー用マップは全員に無料で提供されている。
本作は通常版の他にリミテッドエディション、リミテッドコレクターズエディションが発売されている。
「Halo 4」までは画面分割でオフラインでの2-4人プレイができたが、今作から画質向上のために画面分割機能は除外された。発売後にユーザーからの不満の声を受けて「次回作Halo」では復活することが予定されている。

## キャンペーン・モード
プレイヤーはマスター・チーフ及びスパルタン・ロックとなり、4人一組の小隊(ブルーチーム/ファイヤーチーム オシリス)を率いて、各ステージごとのミッションをクリアしていく。
（他のプレイヤーのキャンペーンに参加した時のみ、マスター・チーフ/ロック以外の小隊内のスパルタンを操作できる。）

### キャンペーン・モードのシステム
- プレイヤーのみで進める場合、残り3人をAIが担当し、4人小隊を組んでミッションを進める。

- プレイヤーはチームコマンドを使い、残り3人に対し行動の指示を与えることができる。

Dパッド(十字キー)を押し、ターゲットを指定して任意の場所への移動や武器を拾う、敵への攻撃、プレイヤーがいる場所への集合などを指示できる。
- 本作では自分の体力がゼロになっても直ちにゲームオーバーとならず、一旦行動不能状態になる。

そこでXボタンで味方AI及び(オンラインCO-OPプレイであれば)フレンドに蘇生を要請することができ、味方が一人でも生き残っていれば復帰が可能。
（一定の間、仲間の誰からも蘇生が間に合わない、或いは4人全員が倒された場合、ゲームオーバーとなる。）
- 同じく味方AIのスパルタン及びフレンドの操作するスパルタンが行動不能時は、プレイヤーは味方に近づいて蘇生することができる。

- オンラインCO-OPでのキャンペーンでは専用サーバーが用意されており、ユーザーはシームレスにミッションに参加できる。
- また、同じチームでも使用するスパルタンごとに特性が異なる。（例えばケリーは走るスピードが速く、リンダは精密射撃を得意とする。）
- ステージの要所要所にはチェックポイントが設けられており、ミスをしても何度でもそこからやり直すことができる。
- タイムアタックモードを使用できる。

### キャンペーン・モードの主な登場人物

#### UNSC

##### ブルーチーム
Spartan-117 マスター・チーフ（Master Chief Petty Officer John-117)
本作の主人公であるプレイヤー・キャラクター。
Spartan-087 ケリー（Kelly-087）
スパルタンⅡ。幼少期よりマスター・チーフと親交が深い。
Spartan-058 リンダ（Linda-058）
Spartan-104 フレデリック（Frederic-104）

##### ファイアチーム　オシリス
ジェムソン・ロック（Jameson Locke）
本作のもう一人の主人公。ONI（海軍情報局）のエージェント。実写映像作品「Halo: Nightfall」の主人公でもある。
エドワード・バック（Edward Buck）
過去に「Halo 3: ODST」に登場した。元ODST隊員のため実戦経験が豊富であり、ニューモンバサの戦いの後、スパルタンⅣに志願した。
ファイアチーム・オシリスのムードメーカー的存在。
ホリィ・タナカ（Holly Tanaka）
オリンピア・ヴェイル（Olympia Vale)
スパルタンⅣ。訓練成績は優秀であり、コヴナントの言語を翻訳する能力を持つ。

#### そのほか(UNSC)
キャサリン・エリザベス・ハルゼイ（Catherine E Halsey）
スパルタン計画とAI・コルタナの生みの親である天才科学者。前作「Halo 4」のSpartan Ops(キャンペーンのストーリーの後日談)でジュール・ムダマに拉致されている。
トーマス・ラスキー（Thomas Lasky）
UNSC所属の戦艦「インフィニティ」の艦長。階級は大佐。前作『Halo 4』にて初登場した。
また、実写作品『Halo 4: Forward Unto Dawn』の主人公でもある。
サラ・パーマー（Sarah Palmer）
ローランド（Roland）
UNSCの戦艦、インフィニティに搭載されているAI。前作『Halo 4』のSpartan Opsにも登場した。

### キャンペーンのミッション一覧
括弧内は操作するファイアチーム。
- オシリス（ファイアチーム オシリス）
- ブルーチーム（ブルーチーム）
- ガラス（ファイアチーム オシリス）
- メリディアン ステーション（ファイアチーム オシリス）
- 未確定（ファイアチーム オシリス）
- 脱出（ファイアチーム オシリス）
- 再開（ブルーチーム）
- サンヘリオスの剣（ファイアチーム オシリス）
- 敵戦線（ファイアチーム オシリス）
- 嵐の前（ファイアチーム オシリス）
- スネイオンの戦い（ファイアチーム オシリス）
- ジェネシス（ファイアチーム オシリス）
- 離別（ブルーチーム）
- ガーディアン（ファイアチーム オシリス）

（全14ミッション）

## マルチプレイヤー・モード
本作のマルチプレイヤーには大きく分けて「Arena」と「WarZone」の2種類のルールが存在する。

### Arena
4vs4のスキルベースの洗練された対戦モード。純粋にプレイヤーの腕前が試される。従来の「Halo 3」や「Halo 4」のマルチプレイヤーモードはこれに該当する。
後のアップデートでプレイヤーの技量によるランク付けが存在する"ランキング・アリーナ"と、ランクが存在しない"ソーシャル・アリーナ"の2つに分類された。

#### ランキング・アリーナのゲームルール
Slayer
いわゆるチームデスマッチ。通常ルールでは相手チームを50回キルすることで勝利となる。
Capture the Flag
相手チームの旗を味方の陣地に持ち帰ると得点。3点で勝利となる。
旗が味方陣地以外の場所に butt、持ち帰っても得点とならない。
Strongholds
今作で追加されたルール。マップ内に3つ存在する陣地を2つ以上確保すると毎秒得点が加算される。100点で勝利。
SWAT
シールドとモーショントラッカーが無く、武器がハンドガンやバトルライフル等の単発武器のみのモード。
Assault
マップ各所に出現する爆弾を敵陣地に持ち込み、爆破させるルール。
Oddball
アップデートで追加された。骸骨型のボールを奪い合う対戦モード。Halo 3にに収録されていたモードの復刻版。
Breakout
今作で追加されたルール。専用マップ、シールド・モーショントラッカー無し、リスポーン不可。
5ラウンド先取制で、相手チームを全滅させるか、マップ中央にある旗を味方の陣地に持ち帰るとラウンド勝利。
個人戦スレイヤー / Free-For-All
6~8人のプレイヤー全員が敵であり、25キルで勝利となる。

#### ソーシャル・アリーナのゲームルール
GrifBall
Assaultをベースにした、長方形の専用マップ、初期武器はグラヴィティハンマーとエナジーソードのみのルール。
Infection
いわゆるゾンビモード。生存者陣営とゾンビ陣営に分かれ、制限時間を生き延びれば生存者側の、全滅させればゾンビ側の勝利となる。
生存者側は重火器を使用でき、ゾンビ側はエナジーソードなど近接武器を使用する。過去作には「Halo 3」と「Halo:Reach」に収録されていた。
Super Fiesta
基本的なルールとマップはSlayerと同様だが、初期武器がランダムになっているルール。ウォーゾーン用の強化武器も登場する。

### WarZone
12対12の最大24人に加え、AI操作の第三勢力が登場する大規模なルール。
拠点の確保や、敵プレイヤーの排除、AIボスの撃破等でスコアが入り、1000ポイントに到達するか敵のコアを破壊することで勝利となる。
ゲーム中に「徴発レベル」が上がっていき、徴発レベルと徴発カードを消費して重火器やビークルを使用することが可能。

#### WarZone Assault
攻撃側・防衛側に分かれ、攻撃側は相手の拠点を確保、防衛側は攻撃の阻止を目標とするルール。
通常のWarZoneとは違い、AIの第三勢力は出現しない。

#### WarZone FireFight
アップデートで追加されたルール。ラウンド形式で行われる、最大8人で行うPvE方式のスコアアタック制。
襲来してくる敵の攻撃から5ラウンド生き残ることを目的とする。ラウンドごとに難易度が上がるようになっており、ウォーゾーンで使用している手持ちのREQカードも使用できる。
難易度はヒロイック、レジェンドと、毎週末限定のミシックが存在する。

## その他

### Forge
ユーザーがオリジナルマップを作成するモード。作ったマップはオンラインにアップロードし、他のユーザーと共有し使用できる。Halo5内にあるファイルブラウザを使用することで世界中の人が作成したマップやルール、オブジェクトまで様々なものが共有可能になった。前作までと比べ、オブジェクトの増加やスクリプト機能の増加など大幅に強化されている。

今回はXbox Oneの他にWindows 10 PC用にも配信されており、編集したものをHALO5で共有できる。

## 各エディション

### 通常版
ディスク版は全てのエディションにXbox Live ゴールド メンバーシップ 14日間ご利用コードが同梱されている。

### 限定版
パッケージ版のリミテッドエディション/リミテッドコレクターズエディションには
- Halo: The Fall of Reach

エリック・ナイランドの同名小説のアニメーション作品。(日本語字幕)
- Metal Earth 製 Guardian モデル組立キット

- Warzone 交換バンドル (ゲーム追加コンテンツ)
- スパルタン ロック 指令書 (日本語/英語)
- ブルー チーム / オシリス チーム調査書 (日本語/英語)
- スパルタン デザイン特製 StealBook ケース

が付属する。
リミテッドコレクターズエディションはメディアがBlu-rayからダウンロードカードに変更されており、上記リミテッドエディションの特典に加え、
- マスターチーフ / スパルタン ロック スタチュー

が付属する。

### Greatest Hits (廉価版)
2017年9月7日に廉価版として再度発売された。

## Halo 5: Forge
Windows 10向けのカスタムゲーム・フォージ専用の無料版として『Halo 5: Forge』（ヘイローファイブ：フォージ）が配信されている。
マウス・キーボードに対応したことにより、細かな操作が容易になっている。
配信当初はフレンドとのみプレイが可能だったが、のちにアップデートでカスタムゲームのブラウザーが実装された。